# Choc de Classica

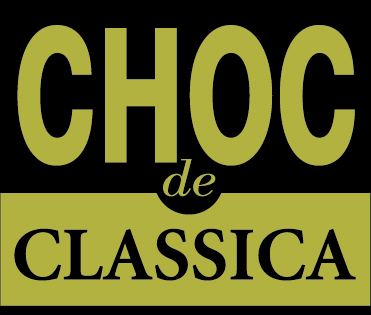
Logo des Choc de Classica

Der Choc de Classica ist ein Schallplattenpreis für Aufnahmen klassischer Musik. Er wurde von der französischen Zeitschrift Classica, die 2025 eingestellt wurde, jeden Monat in mehreren Kategorien vergeben (CDs und DVDs). Aus der monatlichen Bestenliste wurden zusätzlich von den Musikkritikern von Classica die Preisträger des Choc de l’année gewählt und jeweils Ende November gewürdigt. Jeden Monat wurde eine CD mit Auszügen der ausgezeichneten Aufnahmen produziert und der Zeitschrift beigelegt. Mit einem Choc de Classica wurden auch herausragende HiFi-Produkte ausgezeichnet.
Die Bezeichnung stammt ursprünglich vom Magazin Le Monde de la musique. Dieses vergab maximal vier Sterne und für die besten Aufnahmen den Choc – Le Monde de la musique. Als Classica 2009 das Magazin übernahm, ersetzte sie ihre bisherige Auszeichnung Recommandé par Classica durch den Choc de Classica.
Der Choc de Classica gehörte neben der Diapason d’or der Zeitschrift Diapason und der Forte (maximal vier f) der Zeitschrift Télérama zu den bedeutendsten unabhängigen Schallplattenpreisen Frankreichs für klassische Musik.